# Janes e Jambres

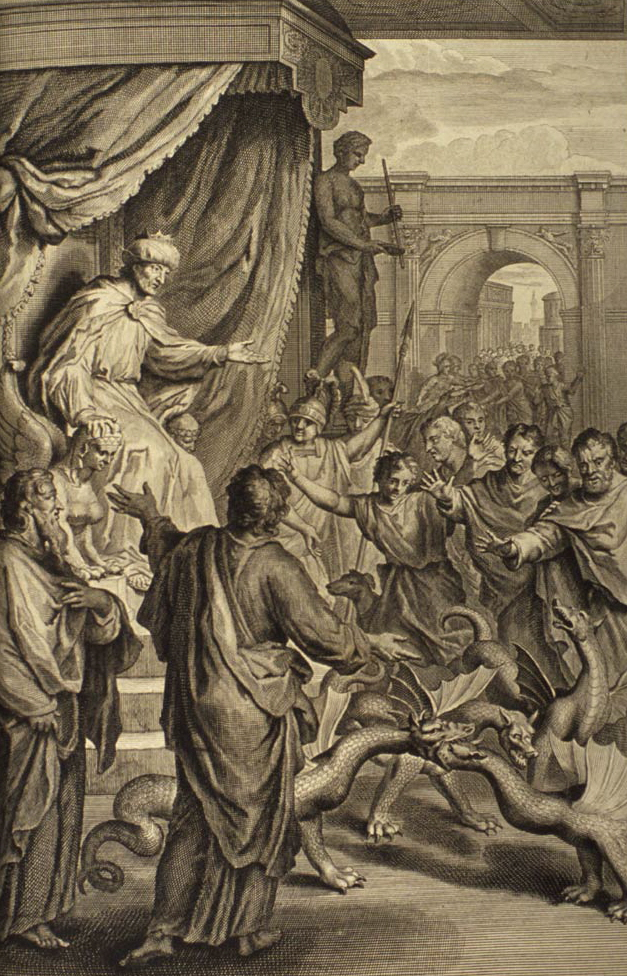
Moisés e Aarão convertem seus báculos em serpentes.

Janes e Jambres (em grego clássico: Ἰάννης καὶ Ἰαμβρῆς) são, segundo a tradição judaica e a Segunda Epístola a Timóteo, os nomes dos necromantes que enfrentaram Moisés e Aarão e foram derrotados.

## Novo Testamento
Janes e Jambres são citados por nome pela única vez na Bíblia em 2 Timóteo 3:8: «E, como Janes e Jambres resistiram a Moisés, assim também estes resistem à verdade, sendo homens corruptos de entendimento e réprobos quanto à fé.» Orígenes fala que havia um Livro de Janes e Jambres, de onde Paulo teria tirado os nomes. Este livro é conhecido como Apócrifo de Janes e Jambres, os Magos, e existe em fragmentos no Papiro Chester Beatty XVI e em um manuscrito etiópico encontrado em 2014, em que foi revelado uma curiosa passagem em que os magos invocam gigantes da literatura enoquiana, alguns utilizando nomes gregos como Acamas e Ajax, mostrando o sincretismo cultural do judaísmo helenístico. O Testamento de Salomão também se refere aos magos por seus nomes.

## Antigo Testamento
Os nomes não são citados no Antigo Testamento, mas são atribuídos tradicionalmente aos magos do seguinte excerto:
«Então Moisés e Arão foram a Faraó, e fizeram assim como o Senhor ordenara; e lançou Arão a sua vara diante de Faraó, e diante dos seus servos, e tornou-se em serpente. E Faraó também chamou os sábios e encantadores; e os magos do Egito fizeram também o mesmo com os seus encantamentos. Porque cada um lançou sua vara, e tornaram-se em serpentes; mas a vara de Arão tragou as varas deles.» (Êxodo 7:10–12)

## Literatura rabínica
Dois "sábios" são referidos pelos nomes "Joanas e Manre" no Talmude Babilônico. "Janes e Jambres" são mencionados por nome no Targum de Pseudo-Jônatas, especificamente em seus comentários a Êxodo 1:15, Êxodo 7:10-12 e Números 22:2. Tradições judaicas preservam outras lendas sobre o par, como a de que seriam filhos de Balaão. O Livro de Jasar, midrash do século XVI, também se refere aos magos por nome.